# Антипова, Екатерина Анатольевна
Антипова Екатерина Анатольевна (бел. Анціпава Кацярына Анатольеўна) — белорусский экономико-географ и геодемограф, доктор географических наук, профессор кафедры экономической и социальной географии Белорусского государственного университета, эксперт Фонда ООН в области народонаселения в Республике Беларусь по вопросам географии населения, демографии и устойчивого развития, действительный член Международного Союза научного изучения населения (IUSSP).

## Биография
Екатерина Анатольевна Антипова (Перепелица) родилась в столице БССР 20 марта 1963 г. в семье военнослужащего. В 1980 г. окончила среднюю школу № 11 г. Минска и поступила на географический факультет Белорусского государственного университета (БГУ), в 1985 г. получила высшее образование по специальности «География». С 1989 по 1992 гг. она обучалась в аспирантуре географического факультета БГУ. В это время Екатерина Анатольевна работала инженером-картографом Отраслевой научно-исследовательской лаборатории озероведения БГУ (1985—1986 гг.), а также лаборантом кафедры экономической географии зарубежных стран географического факультета БГУ (1986—1988 гг.). 

С 1989 г. начинается преподавательский путь Екатерины Анатольевны на кафедре экономической географии зарубежных стран географического факультета БГУ. В 1996 г. она защитила диссертацию на соискание ученой степени кандидата географических наук по специальности 25.00.24 — экономическая, социальная и политическая география на тему: «География внешнеэкономических связей Республики Беларусь в новых экономических условиях (на примере химической промышленности)». С 2000 по 2008 гг. занимала должность доцента кафедры экономической географии зарубежных стран географического факультета БГУ. В 2003 г. ей было присвоено ученое звание доцента по специальности «География». В 2008 г. Екатерина Анатольевна защитила диссертацию на соискание ученой степени доктора географических наук по специальности 25.00.24. — экономическая, социальная, политическая и рекреационная география на тему: «Сельское расселение Беларуси: территориальная структура и геодемографическое развитие». С 2009 по 2013 гг. она работала профессором кафедры экономической географии зарубежных стран географического факультета БГУ. В 2010 г. ей было присвоено ученое звание профессора по специальности «География». С 2013 по 2021 Е. А. Антипова заведовала кафедрой экономической географии зарубежных стран (2013—2017 гг.), экономической и социальной географии (2017—2021 гг.).

В настоящее время продолжает свою работу в должности профессора на кафедре экономической и социальной географии факультета географии и геоинформатики БГУ.

## Научно-исследовательская деятельность
На протяжении более чем 20 лет Е. А. Антипова является научным руководителем и ответственным исполнителем многих международных проектов в области экономико-географического анализа демографической ситуации и размещения населения, брачности и разводимости населения, демографического старения, внешней миграции, географии городов, устойчивого развития и др. Среди них можно выделить следующие научные проекты и программы:
- «Разработка и реализация Национальной стратегии устойчивого развития Республики Беларусь» (Программа развития ООН (ПРООН) BYE/01/001, 2002—2003);
- «Сравнительный анализ демографического развития сельского населения Республики Беларусь и Республики Молдова в условиях переходной экономики» (БРФФИ — РФФИ, 2008—2010);
- «Приграничность и периферийность как факторы социально-экономического развития районов России и Беларуси» (БРФФИ — РФФИ, 2010—2012);
- «Обеспечение диалога между государственными структурами и неправительственным сектором в рамках процесса подготовки новой Национальной стратегии устойчивого развития в Беларуси» (Программы развития ООН (ПРООН), Глобального экологического фонда (ГЭФ) BLR/EU-NGOs/OP5/Y3/2014/02, 2013—2014);
- «Демографическое старение России и Беларуси: оценка масштабов и социально-экономических последствий» (БРФФИ — РФФИ, 2016—2018);
- «Миграция населения между странами Вышеградской группы и Восточными соседями» (Вышеградский фонд, 2010);
- «Агрокомплекс — возрождение и развитие села» (ГНТП, 2010);
- «Поддержка реализации Национальной программы демографической безопасности Республики Беларусь» (проекты ЮНФПА, 2012, 2015—2017);
- «Обеспечение диалога между государственными структурами и неправительственным сектором в рамках процесса подготовки новой Национальной стратегии устойчивого развития в Беларуси» (Программа малых грантов ГЭФ, 2014—2015);
- «Межстоличье как фактор социально-экономического развития российско-белорусского приграничья» (БРФФИ — РФФИ, 2021—2022);
- «Совершенствование теоретико-методологических основ оценки региональной демографической безопасности и человеческого капитала Республики Беларусь в контексте глобализации мировой экономики» в рамках задания 3.04 «Научные основы развития человеческого капитала в контексте обеспечения социальной, демографической, экологической и экономической безопасности в Республике Беларусь» ГПНИ «Общество и гуманитарная безопасность белорусского государства» (подпрограмма «Экономика», 2021–2025).

Е. А. Антипова в свое время была разработчиком государственных целевых программ: «Национальной стратегии устойчивого социально-экономического развития Республики Беларусь на период до 2020 года», «Национальной программы демографической безопасности Республики Беларусь на период 2005—2010 годы», Национальной стратегии «Активное долголетие-2030». В 2002 г. она выступила автором раздела «Население и устойчивость» Национального отчета Правительства Республики Беларусь о прогрессе в области устойчивого развития для Международного саммита в Йоханнесбурге. С 2013 по 2017 годы она являлась координатором от Белорусского государственного университета проекта «Belarus in Maps» Венгерской Академии наук в рамках мероприятия «Совершенствование системы демографического образования в сфере высшего образования». В 2017 г. Е. А. Антипова была назначена экспертом от Правительства Беларуси на 4-й Министерской конференции ЕЭК ООН по проблемам старения «Устойчивое общество для людей всех возрастов: реализация потенциала более продолжительной жизни».

## Членство в общественных и научных объединениях, комиссиях, советах
- Эксперт Фонда ООН в области народонаселения в Республике Беларусь по вопросам географии населения, демографии и устойчивого развития.
- Действительный член Международного Союза научного изучения населения (IUSSP).
- Член Национального комитета по народонаселению Совета Министров Республики Беларусь.
- Член Государственной комиссии Республики Беларусь по подготовке учебников (секция социальных дисциплин).
- Член секции географии и картографии Министерства образования Республики Беларусь.
- Член международной редакционной коллегии научных журналов: «Journal of Settlement and Spatial Planning» (Румыния), «MANEKO» (Словакия), «Human Geography Journal» (Украина), «Вісник Київського національного університету імені Тараса Шевченка. Географія» (Украина), «Економічна та соціальна географія» (Украина), «Псковский регионологический журнал» (Россия), «География в школе» (Россия).
- Главный редактор «Журнала Белорусского государственного университета. География. Геология».
- Председатель совета по защите диссертаций Д 02.01.06 при Белорусском государственном университете (географические науки).
- Научный руководитель СНИЛ региональных демографических проблем на факультете географии и геоинформатики БГУ.
- Научный консультант Демографического ресурсного центра при Белорусском государственном университете[2].

## Научная школа
На кафедре экономической и социальной географии факультета географии и геоинформатики БГУ в настоящее время продолжает формироваться научная школа профессора Е. А. Антиповой. Многие её ученики получают свой первый научный опыт, будучи членами Студенческой научно-исследовательской лаборатории региональных демографических проблем, руководителем которой уже многие годы является Екатерина Анатольевна. После получения высшего образования по профилю специальности часть из них продолжает свое обучение в магистратуре и аспирантуре под руководством профессора Е. А. Антиповой.

Основными направлениями исследований научной школы являются: геодемография, география населения, география городов, география транспорта, география отраслей промышленности, в частности электроэнергетика, и др.

Начиная с 2009 г. профессором Е. А. Антиповой подготовлено 5 кандидатов географических наук по специальности 25.03.02 — экономическая, социальная, политическая и рекреационная география:
- Фокеева, Л.В. Экономико-географические факторы и региональные тенденции депопуляции сельской местности Беларуси (2009);
- Безручёнок, А.П. Территориальная структура и совершенствование сети дорог автомобильного транспорта Республики Беларусь (2018);
- Губарева, Ю.А. Экономико-географические факторы формирования и региональная динамика семейной структуры населения Беларуси (2020);
- Жигальская, Л.О. Пространственно-временная динамика развития электроэнергетики Республики Беларусь (2021).
- Титов, А.Н. Экономико-географический анализ и стратегические направления развития моноиндустриальных городов Республики Беларусь (2023).

Кроме того, аспирантами профессора Е. А. Антиповой в свое время были В. К. Коротаев и Т. В. Сливинская. На сегодняшний момент она является научным руководителем соискателей Чэнь Ли и Ян Лю, которые занимаются изучением проблем народонаселения Китайской Народной Республики. Среди студентов магистратуры вклад в развитие научной школы в разные годы также внесли Балжан Таджиева (Казахстан), Н. А. Правдикова, Е. Д. Бердник, М. А. Дубовец, О. А. Розжаловец и др.

## Публикации
Е.А. Антипова является автором свыше 300 научных публикаций, в том числе
статей в рецензируемых журналах, монографий, учебных и учебно-методических пособий, разделов в государственных программных документах, национальных отчетах и др.

Монографии:
- Антипова, Е. А. Экономико-географический анализ демографической ситуации и размещение населения на территории Республики Беларусь / Е. А. Антипова, Б. А. Манак. — Минск : БГУ, 1998. — 292 с.
- Антипова, Е. А. Демогеографические потери и современные трудоресурсные возможности сельской местности Беларуси / Е. А. Антипова, Б. А. Манак. — Минск : Технопринт, 2002. — 226 с.
- Антипова, Е. А. Регионы Беларуси: особенности демографического развития и трудовой потенциал сельской местности / Е. А. Антипова, Б. А. Манак. — Минск : БГПУ, 2007. — 232 с.
- Антипова, Е. А. Геодемографические проблемы и территориальная структура сельского расселения Беларуси / Е. А. Антипова. — Минск : БГУ, 2008. — 327 с.
- Антипова, Е. А. Беларусь и Молдова: геодемографические сходства и различия сельской местности / Е. А. Антипова, Л. В. Фокеева. — Минск : Аинформ, 2010. — 100 с.

Статьи в рецензируемых журналах:
- Антипова, Е. А. Современные особенности в процессах естественного движения населения на территории Беларуси / Е. А. Антипова, Б. А. Манак // Вестник БГУ. Сер. 2. «Химия. Биология. География». — 1999. — № 1. — С. 56-61.
- Антипова, Е. А. Людские потери сельской местности Беларуси, их масштабы и последствия / Е. А. Антипова, Б. А. Манак // Социология. — 2001. — № 1. — С. 41-48.
- Антипова, Е. А. Трансформации системы расселения Беларуси во второй половине ХХ — начале ХХI вв. / Е. А. Антипова, И. И. Пирожник // Вестник БГУ. Сер. 2. «Химия. Биология. География». — 2006. — № 3. — С. 72-78.
- Антипова, Е. А. Сельское расселение Беларуси: пространственно-временные сдвиги (ч. 1) / Е. А. Антипова // Земля Беларуси. — 2007. — № 2. — С. 20-25.
- Антипова, Е. А. Опыт использования ГИС-технологий в географии населения / Е. А. Антипова // Вестник БГУ. Сер. 2. «Химия. Биология. География». — 2007. — № 2. — С. 87-93.
- Антипова, Е. А. Старение населения: география процесса и новые подходы к экономико-географическому изучению / Е. А. Антипова // Вучоныя запіскі Брэсцкага дзяржаўнага ўн-та імя А. С. Пушкіна. — 2007. — Т. 3. — Ч. 2. — С.134-142.
- Антипова, Е. А. Типологические подходы к изучению демографического старения сельского населения Беларуси / Е. А. Антипова // Региональные исследования. — Смоленск. 2007. — № 3 (13). — С. 3-12.
- Антипова, Е. А. Глобальные и региональные тенденции динамики сельского населения мира / Е. А. Антипова // Вестник БГУ. Сер. 2. «Химия. Биология. География». — 2008. — № 1. — С. 84-89.
- Антипова, Е. А. Демографический потенциал агрогородков как новой формы сельских поселений Беларуси / Е. А. Антипова // Агроэкономика. — 2008. — № 3. — С. 45-50.
- Антипова, Е. А. Использование кластерного анализа при разработке геодемографической типологии сельской местности Беларуси / Е. А. Антипова // Весцi Беларускага дзяржаўнага педагагiчнага ўн-та. Серия 3. — 2008. — № 3. — С. 63-67.
- Антипова, Е. А. Региональные тренды динамики численности сельского населения Беларуси в конце ХХ — начале ХXI века / Е. А. Антипова // Весцi Беларускага дзяржаўнага педагагiчнага ўн-та. — Серия 3. — 2009. — № 3. — 55-60.
- Антипова, Е. А. Структура миграции населения сельской местности Беларуси в ХXI веке / Е. А. Антипова // Регіональна економіка. — 2010. — № 1. С. 202—209.
- Антипова, Е. А. Миграционные процессы в сельской местности Беларуси в начале ХXI века // Проблеми на Географията. Problems of Geography, Кн. 3-4. — Bulgaria : София. Българска Академия на науките, 2010. — С. 63-77.
- Антипова, Е. А. Сравнительно-географический анализ демографического развития сельской местности Республики Беларусь и Республики Молдова / Е. А. Антипова, Л. В. Фокеева // Региональные исследования. Смоленск. — 2011. — № 2 (32). — С. 106—114.
- Antipova, E. Demographic processes in rural areas of Belarus: geographical structure and spatial dynamics / E. Antipova, L. Fokeeva // Bulletin of Geography Socio-economic Series. — 2012. — № 17. — 5-12 pp.
- Antipova, E. GIS mapping in the geodemographic studies (Case study of the Republic of Belarus) / E. Antipova, L. Fakeyeva, A. Karobkin // Hungarian Geographical Bulletin. — 2012. — Vol. 61. — № 3. — 219—236.
- Antipova, E. A. Spatial differentiation of demographic development of Belarusian cities in the post-soviet period / E. A. Antipova // ANALELE ŞTIINTIFICE ALE UNIVERSITĂŢII «ALEXANDRU IOAN CUZA» din IAŞI. Tom LVIII, s. II — c, Geografie series 2012 (printed version); SCIENTIFIC ANNALS OF «ALEXANDRU IOAN CUZA» UNIVERSITY of IAŞI. Vol. LVIII, s. II — c, Geography series 2012 (online version). — P. 223—236.
- Antipova, E. Settlement System of Belarus. Spatial and Temporal Trends at the End of 20th and the Beginning of the 21st Centuries / E. Antipova, L. Fakeyeva // Journal of Settlements and Spatial Planning. — 2012. — Vol. 3. — № 2. — P. 129—139.
- Antipova, E. A. Rural settlement pattern in Belarus / E. A. Antipova // Bulletin of Geography. Socio-economic series. — 2013. — № 19 — P. 7-18.
- Antipova, E. Transformation of Demographic Space of Belarus at the end of XX — beginning of XXI century: The Role and New functions of Depressed Areas / E. Antipova // Киïвський географічний щорічник. Науковий збірник. Вип. 8. — Київ : Киïвський національний ун-т імені Тараса Шевченка, 2013. — P. 19-25.
- Антипова, Е. А. Пространственная асимметрия демографического развития городов Беларуси / Е. А. Антипова // Краïнознавство. Науковий збiрник. Вип. 2. — Київ, 2012. — С. 85-96.
- Антипова, Е. А. Пространственная структура городского расселения и характер урбанизации Беларуси в условиях глобализации / И. И. Пирожник, Е. А. Антипова // Региональные исследования. — 2013. — № 2(40). — С. 82-93.
- Антипова, Е. А. Пространственная структура демографического развития белорусско-российского приграничного региона / Е. А. Антипова, Л. В. Фокеева, Ю. А. Губарева // Вестник БГУ. Сер. 2. «Химия, Биология, География». — 2013. — № 1.- С. 103—108.
- Антипова, Е. А. Структурные и пространственные сдвиги в сельском расселении Беларуси / Е. А. Антипова // Проблеми на географията, Кн. 1-2. — София : Българска академия на науките, 2012. — С. 35-50.
- Антипова, Е. А. Регионализация демографического развития сельской местности Республики Беларусь в начале ХXI века / Е. А. Антипова // Экономический бюллетень. — 2013. — № 10. — С. 23-34.
- Antipova, E. Demographic revitalization of Belarusian towns in the XXI century / E. Antipova, L. Fakeyeva // Problemy rozwoju miast. — Krakow : Instytut rozwoju miast. — 2013. — № 1. — S. 113—122.
- Антипова, Е. А. Международная миграция Республики Беларусь в контексте глобализации рынка труда / Е. А. Антипова, С. А. Старикова // Вестник РУДН. Серия «Экономика». — 2013. — № 4. — С. 25-36.
- Антипова, Е. А. География научной сферы в условиях глобализации мирового хозяйства / Е. А. Антипова, И. А. Родионова // Вестник БГУ. Сер. 2. «Химия, Биология, География». — 2014. — № 1. — С. 71-77.
- Антипова, Е. А. Современная динамика возрастной структуры населения Беларуси / Е. А. Антипова // Историческая демография. Научный журнал. — Москва — Сыктывкар. — 2013. — № 1(11). — 60-65.
- Антипова, Е. А. Геодемография Беларуси в ХXI веке: сравнительно-географический анализ городского и сельского населения / Е. А. Антипова, В. К. Коротаев // Вестник БГУ. Сер. 2. — 2014. — № 3. — С. 91-99.
- Антипова, Е. А. Лесопромышленный комплекс мира: отраслевая структура, динамика развития и региональные различия / Е. А. Антипова // Геаграфія. — 2015. — № 2. — С. 51-58.
- Антипова, Е. А. Использование международных классификаторов экономической деятельности в преподавании социально-экономической географии / Е. А. Антипова // Геаграфія. — 2015. — № 4. — С. 26-32.
- Антипова, Е. А. Страны БРИКС на мировом рынке инноваций и высокотехнологичной продукции / Е. А. Антипова, И. А. Родионова // Вестник БГУ. Сер. 2. «Химия. Биология. География». — 2016. — № 1. — С.71-80.
- Антипова, Е. А. Демографическое развитие Республики Беларусь в XXI веке: тенденции, региональные различия, проблемы / Е. А. Антипова // Народонаселение. — 2016. — № 1. — С. 4-14.
- Антипова, Е. А. Динамика пространственно-функциональной структуры моногородов Беларуси (на примере Солигорска, Жодино и Кричева) / Е. А. Антипова, А. Н. Титов // Весцi Беларускага дзяржаўнага педагагiчнага ўн-та. Сер. 3. «Фізіка. Матэматыка. Інфарматыка. Біялогія. Геаграфія». — 2016. — № 1. — С. 73-80.
- Антипова, Е. А. Малые города Республики Беларусь: ревитализация и периферизация демографического развития / Е. А. Антипова // Вестник БГУ. Сер. 2. «Химия. Биология. География». — 2016. — № 3. — С. 118—124.
- Antipova, E. Fertility and Family Policies in Central and Eastern Europe after 1990 / T. Frejka, S. Gietel-Basten, E. Antipova // Comparative Population Studies. — 2016. — Vol. 41. -№ 1. — 3-56 pp.
- Antipova, E. A. The Single-Industry Towns of Belarus: Differences in Demographic and Economic Development / E. A. Antipova, A. N. Titov // Journal of Settlements and Spatial Planning. — 2016. — Vol. 7. — № 2. — 125—136 pp.
- Антипова, Е. А. Региональные различия масштабов демографического старения Беларуси и России / Е. А. Антипова, З. А. Трифонова // Журнал Белорусского государственного ун-та. Сер. «География. Геология». — 2017. — № 1. — С. 36-49.
- Антипова, Е. А. Современный портрет белорусского монопрофильного города / Е. А. Антипова, А. Н. Титов // Земля Беларуси. — 2017. — № 2. — С. 27-36.
- Антипова, Е. А. Демографические старение в Республике Беларусь: пространственно-временная динамика и региональные тренды в контексте устойчивого развития / Е. А. Антипова // Белорусский экономический журнал. — 2017. — № 4. — С. 129—146.
- Antipova, E. A. Spatio-Temporal Dynamics of the Electric Power Industry Development in European Countries / E. A. Antipova, L. O. Zhigalskaya, I. A. Rodionova, M. V. Chernyaev // Journal of Environmental Management and Tourism. — 2017. — Vol. VIII. — № 5(21). — 1101—1114 pp.
- Антипова Е. А., Титов А. Н. Демографические тренды монопрофильных городов Беларуси в XXI в. // Вестник Российского университета дружбы народов. Серия: Экономика. 2018. Т. 26. № 3. С. 479 494 . DOI: 10.22363/2313-2329-2018-26-3-479-494.
- Антипова Е. А. Шавель А. Н., Запрудский И. И. Экономико-географические и социально-экономические различия регионов Республики Беларусь как основа совершенствования административно-территориального деления // Журнал Белорусского государственного университета. География. геология, 1/2019. — C. 3-21.
- Денисик, Г., Мезенцев, К., Антіпова, Є., & Кізюн, А. (2020). Географія повсякдення: просторове різноманіття повсякденного життя. Вісник Харківського національного університету імені В. Н. Каразіна, Cерія «Геологія. Географія. Екологія», (52), 130—138. https://doi.org/10.26565/2410-7360-2020-52-10
- Антипова, Е. А. Динамика демографического пространства Республики Беларусь в ХXI веке: сходства и различия между городской и сельской местностью // Український географічний журнал. https://doi.org/10.15407/ugz2020.01.035 Ukr. geogr. z. 2020, N1:35-44.

Учебные и учебно-методические пособия:
- Антипова, Е. А. География населения: пособие (Классическое университетское издание) / Е. А. Антипова. — Минск : БГУ. 2012. — 263 с.
- Антипова, Е. А. География. Мировое хозяйство и глобальные проблемы человечества : учеб. пособие для 11 класса учреждений общего среднего образования с русским языком обучения / Е. А. Антипова, А. Н. Витченко, Г. З. Озем, Н. Г. Станкевич. — Минск : Адукацыя і выхаванне, 2016. — 256 с.
- Антипова Е. А., Гузова О. Н. География. Социально-экономическая география мира. Учебное пособие для 10 класса учреждений общего среднего образования с русским языком обучения (с электронным приложением для повышенного уровня). Минск: «Адукацыя и выхаванне», 2019 г. — 209 с.
- Витченко А. Н., Антипова Е. А., Гузова О. Н. География. Глобальные проблемы человечества. Учебное пособие для 11 класса учреждений общего среднего образования с русским языком обучения (с электронным приложением для повышенного уровня). Минск: Адукацыя і выхаванне, 2021. — 242 с.